# Gwen Merckx

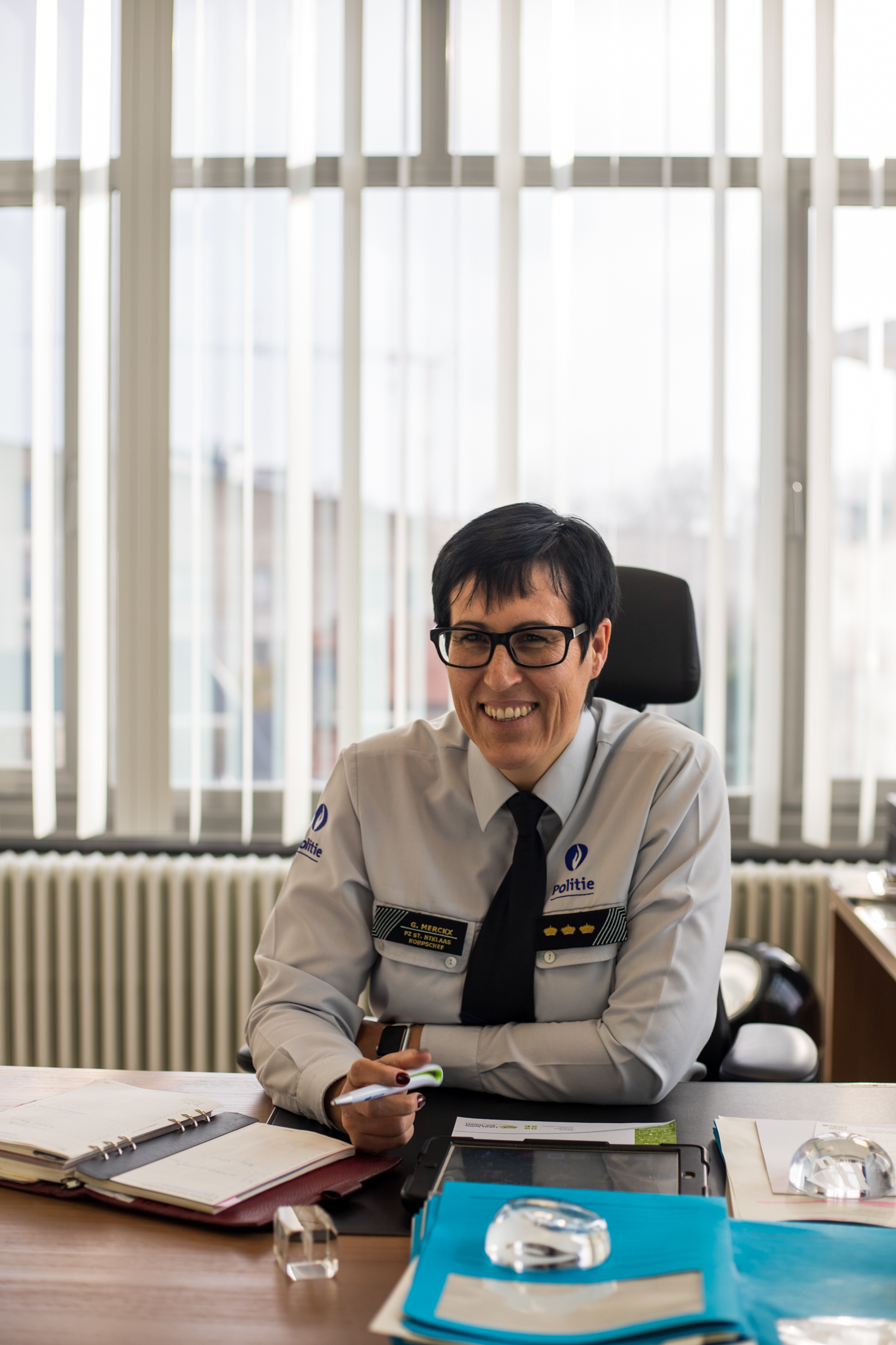

Gwen Merckx is een Belgische leidinggevende politieambtenaar. Ze is sinds 1 september 2022 liaisonofficier voor de Belgische politie in Marokko. Buiten Marokko is ze ook geaccrediteerd voor Senegal, Gambia, Kaapverdië, Mali en Mauritanië.

## Opleiding
Na het doorlopen van de Koninklijke Cadettenschool in Laken startte Gwen Merckx in 1991, als tweede vrouw,  haar opleiding tot officier bij de Rijkswacht. Tijdens deze opleiding behaalde ze een kandidatuursdiploma in de Militaire en Sociale Wetenschappen en een licentie in de Criminologische Wetenschappen. Later vervolledigde ze haar academische vorming met een master in de Politieke Wetenschappen en een master in Marketing en Communicatie.
Tijdens haar loopbaan specialiseerde Merckx zich in coaching en leiderschap. Ze is gecertificeerd coach en behaalde een postgraduaat "Inspirerend coachen". Via diverse masterclasses verdiepte ze zich verder in overheidsmanagement en -beleid, leiderschap en change management.

## Loopbaan[3]
Merckx begon haar loopbaan in 1997 bij de Rijkswacht, waar ze verschillende functies uitoefende binnen tweetalige eenheden. Ze was onder meer pelotonscommandant in de algemene reserve, assistent-auditor voor het district Mechelen en beleidsadviseur binnen de directie Syndicale en Interne Relaties, waar ze onder andere werkte rond zelfdoding binnen de rijkswacht, seksuele intimidatie op het werk en stressbevragingen in eenheden.
In 1998 kreeg ze de opdracht een rekruteringsdienst op te richten op basis van een studiewerkstuk van kandidaat-majoor Dirk Van Aerschot. Ze werd het eerste diensthoofd rekrutering, eerst binnen de Rijkswacht en nadien, na de politiehervorming voor de volledige Geïntegreerde Politie.
In 2003 stapte Merckx over naar de Lokale Politie. Ze begon als commissaris en gebiedsverantwoordelijke voor Mechelen-Centrum bij de Lokale Politie Mechelen, waar ze de verantwoordelijke officier was voor Mechelen Centrum en het Wijk- en OndersteuningsTeam (WOT). 
In 2006 werd ze benoemd tot korpschef van de politiezone Rupel, die vijf gemeenten omvat (Boom, Hemiksem, Niet, Rumst en Schelle). Ze bleef er twaalf jaar actief en was tien jaar lang Gold Commander verantwoordelijk voor de politiecoördinatie tijdens het dancefestival Tomorrowland.
Van 2018 tot 2022 was Merckx korpschef van de politiezone Sint-Niklaas, waar ze leiding gaf aan zo'n 250 medewerkers voor een zone van 80.000 inwoners.
Sinds 2022 is de verbindingsofficier voor België in Marokko, met accreditatie in Mauritanië, Mali, Kaapverdië, Senegal en Gambia.

## Privé
Gwen Merckx is mama van een dochter.

## Engagement
Gwen Merckx is sinds 1995 actief binnen het Belgische Netwerk van Netwerk van Politievrouwen vzw (Womenpol), dat in 1994 werd opgericht naar aanleiding van de derde Europese Conferentie voor politievrouwen, die dat jaar in België plaatsvond. Ze was van 1997 tot 2025 voorzitter van de vzw en is sinds 2015 actief als penningmeester in het uitvoerend bestuurd.
Ook binnen het European Network of Policewomen (ENP) is Merckx sinds 1997 actief. Ze vervulde er onder meer de rol van Country Contact Person (1997–1999), General Board Member (1999–2001 en opnieuw sinds 2006) en Deputy Executive Board Member (2001–2006).